# Gutsanlage Curt Robert von Welck
Die Reste der Gutsanlage, die der Freiherr Curt Robert von Welck am Rande von Oberlößnitz besaß, haben heute die Adresse Waldstraße 32/34. Das vom Baumeister Moritz Ziller 1862 errichtete Herrenhaus, die später so genannte Villa Eynard, wurde bei den Luftangriffen auf Dresden als eines von wenigen Gebäuden der sächsischen Stadt Radebeul zerstört.

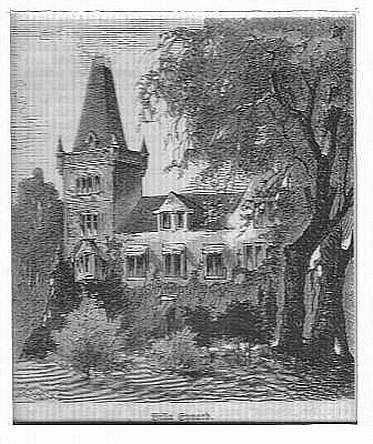
Villa Eynard (Herbert König, Holzstich 1871)

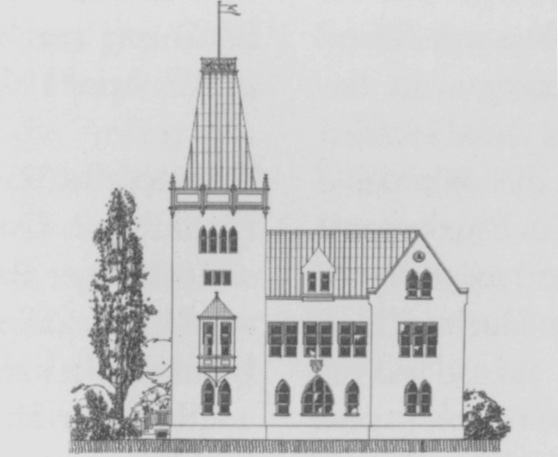
Zerstörtes Herrenhaus auf der Waldstraße 32/34 (Bauzeichnung, um 1862)

## Beschreibung
Die nach der Zerstörung des Herrenhauses übriggebliebenen Nebengebäude stehen heute unter Denkmalschutz. Sie sind unter den zwei nebeneinanderliegenden Straßennummern Waldstraße 32 und 34 zu finden.

### Waldstraße 32
Haus Friedheim, das 1874 als Wohngebäude mit angebautem Wirtschaftsflügel errichtet und 1901 zum Dienstmädchen-Heim umgewidmet wurde, ist ein zweigeschossiges, verputztes Wohngebäude mit einem hohen Satteldach, dessen stark vorspringender Gesprengegiebel mit der Giebelseite zur Straße steht. Die Dreipässe in Brettschnitzerei, die sich in der Spitze des Giebels befanden, sind nicht erhalten, ebenso wenig wie die ehemalige Putzquaderung.
Auf der rechten Traufseite befindet sich eine zweigeschossige Holzveranda, oben im Dach ist ein Zwerchhaus mit Gesprengegiebel. Auf der linken Traufseite ist im rechten Winkel ein eingeschossiges Wirtschaftsgebäude mit Satteldach angebaut, in dem sich ein Kuhstall, Waschhaus, die Mägdekammern sowie der Heuboden befanden. Das denkmalgeschützte Gebäudeensemble mit Einfriedung wird auch als landhausartige Villa mit Einfriedung bezeichnet.

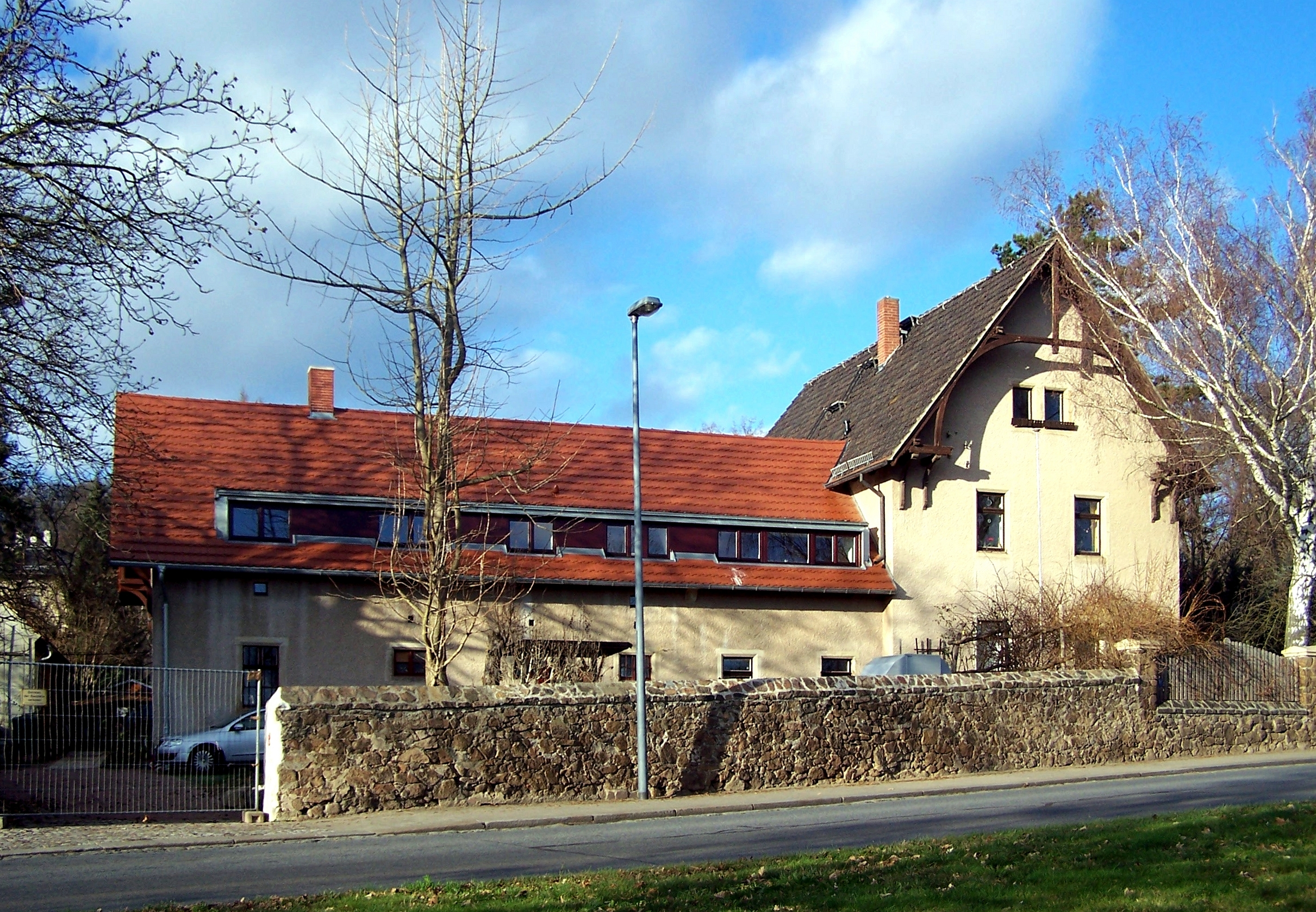
Waldstraße 32
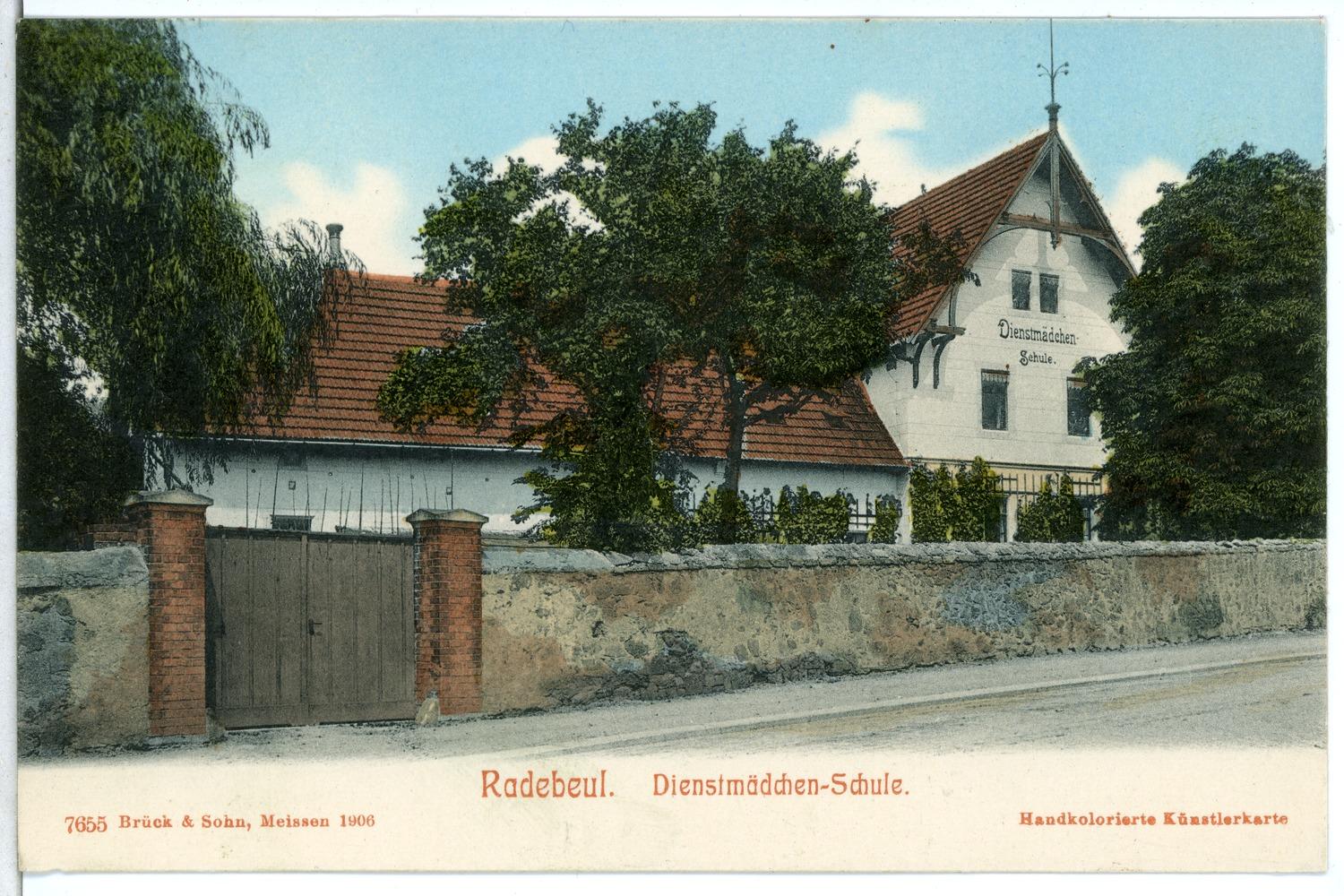
Dienstmädchen-Schule
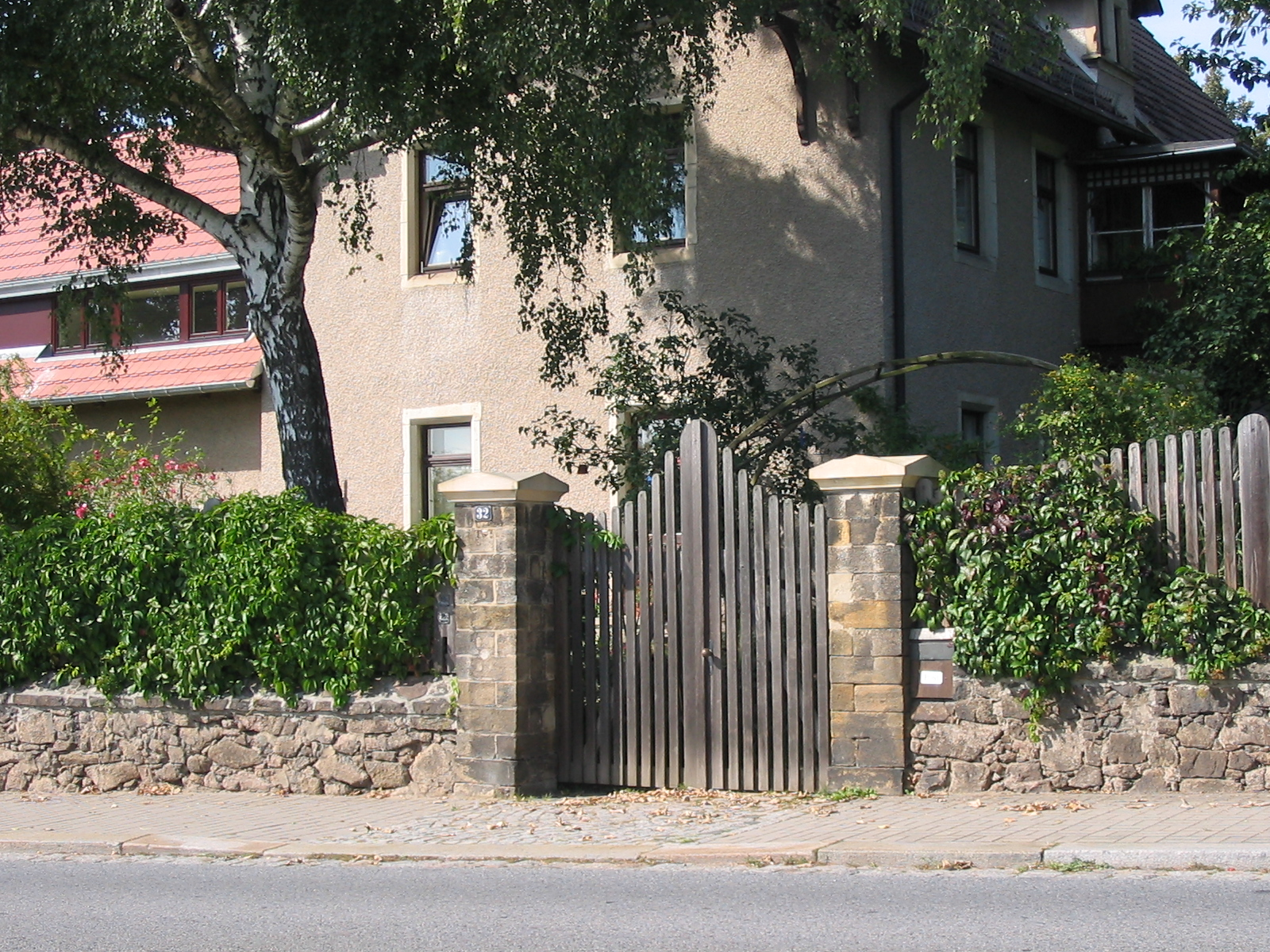
Tor der Waldstraße 32

### Waldstraße 34
Das neogotische, eingeschossige Remisengebäude von 1863 hat ebenso wie seine zwei Flügelbauten ein steiles Satteldach mit Schleppgauben. Die Gewände sind aus Sandstein, neben Rechteckfenstern finden sich auch Spitzbogenfenster sowie Vierpässe.

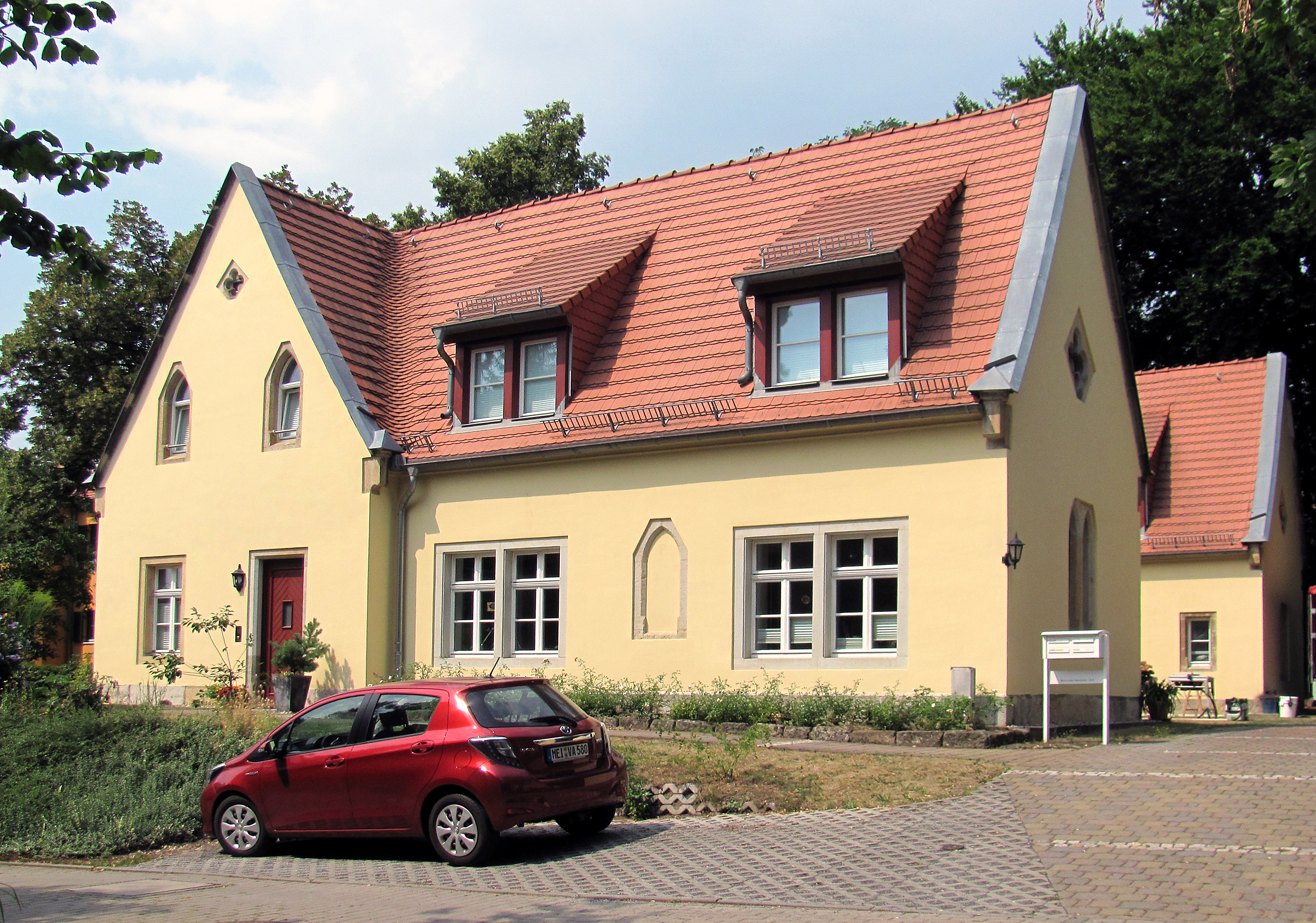
Waldstraße 34
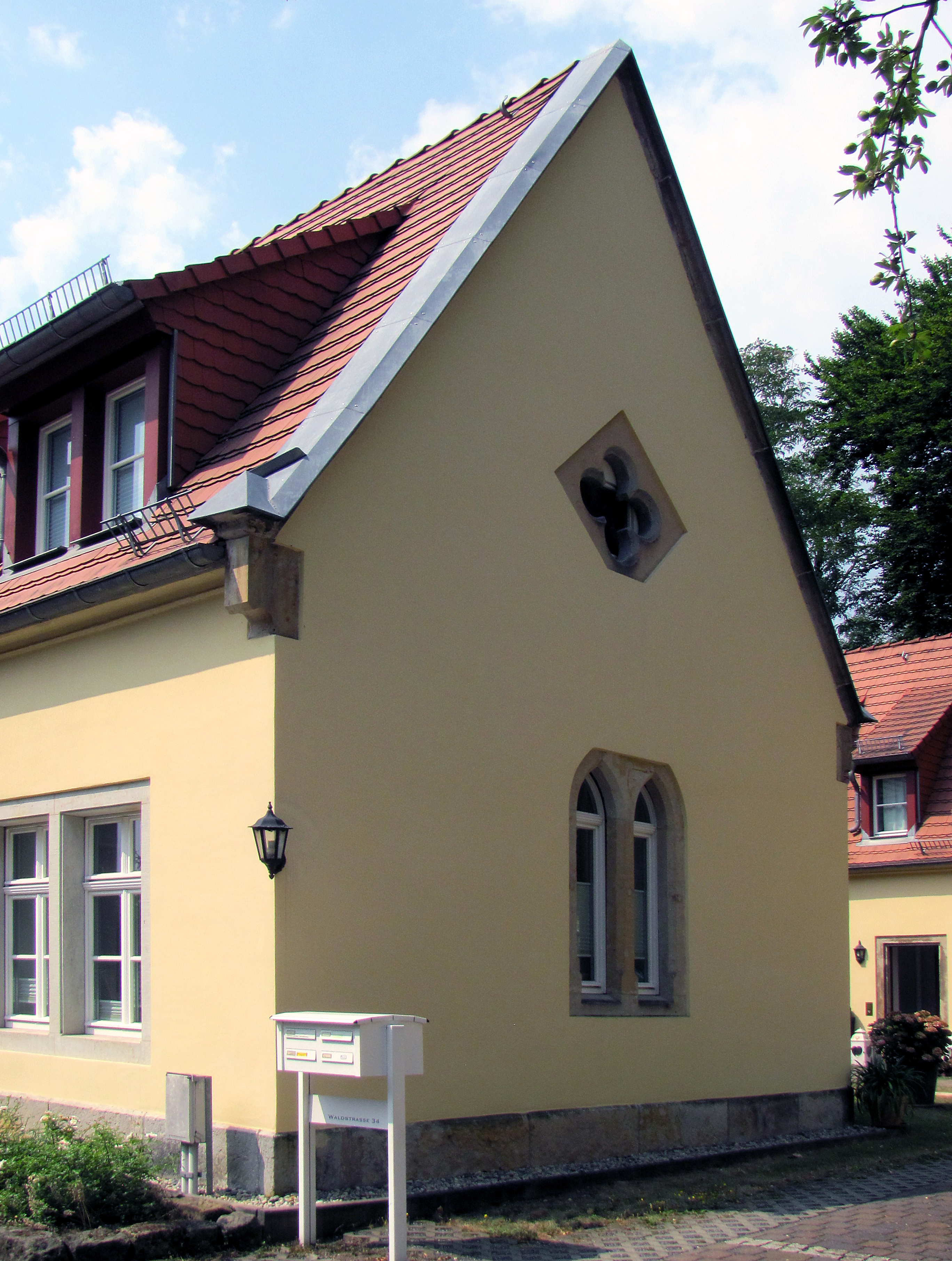
Spitzbogen und Vierpass im Giebel

## Geschichte
Zwei Jahre nach Friedrich Henning von Arnim in der Waldstraße 20 ließ sich 1862 der Rittergutsbesitzer Curt Robert von Welck (1798–1866) auf Riesa inmitten seiner Gutsanlage in Oberlößnitz ebenfalls durch den Baumeister „Ziller jun.“ (Moritz Ziller) ein gotisierendes, schlossartiges Herrenhaus mit Eckturm errichten. 1863 folgte nahe dem Herrenhaus ein ebenfalls von Ziller errichtetes neogotisches Remisengebäude (Nr. 34). Welcks Verwandter, Curt Heinrich (1827–1908), liegt auf dem Friedhof Radebeul-Ost begraben. Dessen Tochter, die Schriftstellerin Marie Elisabeth von Welck (* 4. März 1861 in Liebau (Sachsen)) wohnte 1937 in der Mietvilla Paul Werner in der Einsteinstraße 24 und 1941 dann in der Moltkestraße 34.
Im Jahr 1874 ließ der neue Besitzer, Waldemar von Eynard zum Pau, nahe der Straße ein Wohngebäude mit angebautem Wirtschaftsflügel nach dem Entwurf von E. Adam, des Amtszimmermeisters von Moritzburg, erstellen (Nr. 32). Dieses wurde etwa zwanzig Jahre später zur Dienstmädchen-Schule umgewidmet.
Eynards Erbin, Gottfriede vom Hagen geb. von Eynard, sowie der Oberstleutnant z. D. Leopold vom Hagen bewohnten 1915 das Herrenhaus, die Villa Eynard. Bei den Luftangriffen auf Dresden am 14. Februar 1945 wurde die Villa durch Sprengbomben zerstört, ebenso wie die Häuser in der Ahornstraße 4, Clara-Zetkin-Straße 10 und Goethestraße 22.

### Dienstmädchen-Schule
Nach der Eröffnung des Kinderheims Nazareth in dem Gebäude Waldstraße 24 im Jahr 1893 und dessen Anbindung an die Wohlgemeinte Stiftung des Ermelhauses 1901 wurde im gleichen Jahr in der Waldstraße 32 eine Dienstmädchen-Schule eingerichtet, um den im Kinderheim Nazareth großgezogenen Mädchen ein nach damaligen Vorstellungen ehrliches Fortkommen in beruflicher Hinsicht zu ermöglichen.
Mit dem vollendeten 14. Lebensjahr wurden ihnen neben der Vertiefung der Allgemeinkenntnisse Fähigkeiten und Wissen in allen Zweigen der Hauswirtschaft und der Kinderpflege beigebracht. Nach zwei Jahren wurden die Schülerinnen an ihre künftigen Dienstherrn vermittelt. Da insbesondere Oberlößnitz wie auch Niederlößnitz als Villenorte einen großen Bedarf an Dienstboten hatte, kam die Schule mit ihrer Ausbildung hinter dem Bedarf nicht hinterher, vor allem vor dem Hintergrund, dass manche Haushalte sich mehrere Dienstmädchen leisteten.